# Lobularia libyca
Lobularia libyca là một loài thực vật có hoa trong họ Cải. Loài này được (Viv.) Webb & Berthel. mô tả khoa học đầu tiên năm 1837.